# Hranove, Verhnodniprovsk
Hranove (în ucraineană Гранове) este un sat în comuna Malooleksandrivka din raionul Verhnodniprovsk, regiunea Dnipropetrovsk, Ucraina.

## Demografie
Componența lingvistică a localității Hranove
     Ucraineană (94,12%)
     Rusă (5,88%)
Conform recensământului din 2001, majoritatea populației localității Hranove era vorbitoare de ucraineană (94,12%), existând în minoritate și vorbitori de rusă (5,88%).